# Giáo hoàng Biển Đức XVI thoái vị

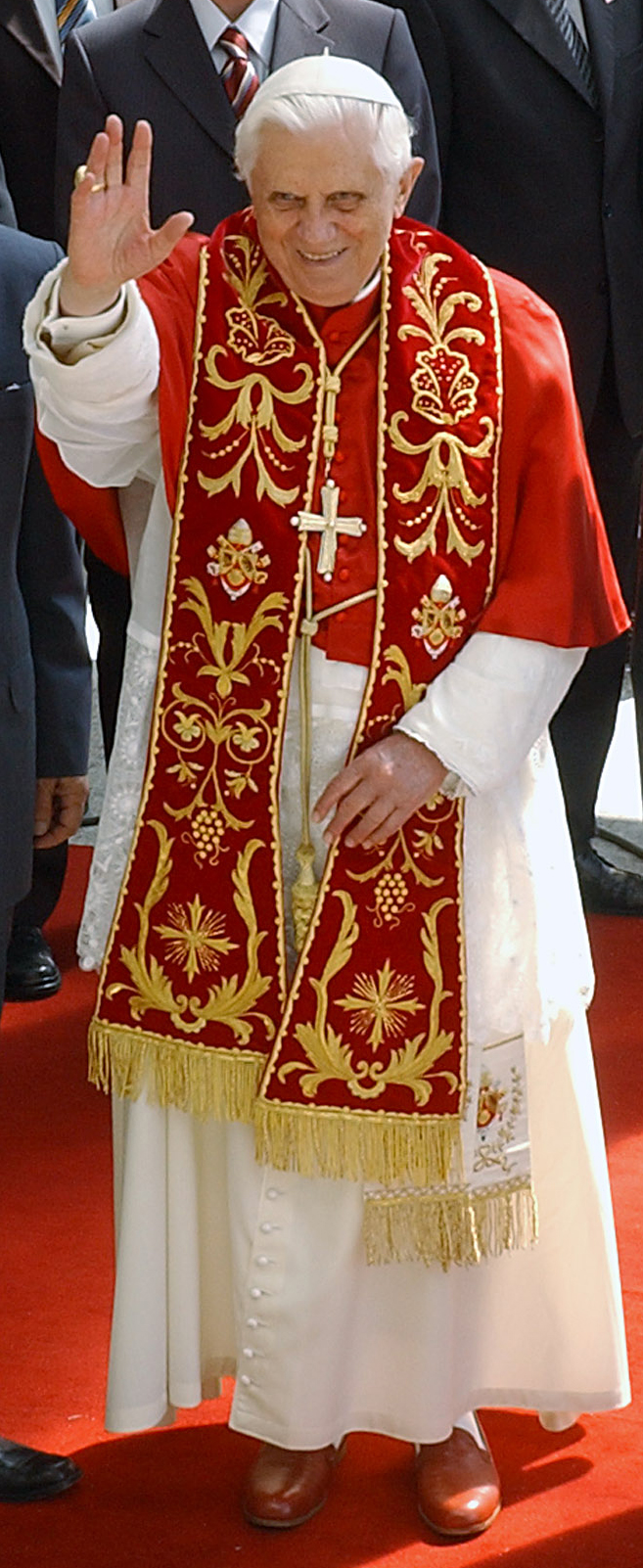
Giáo hoàng Biển Đức XVI năm 2007

Giáo hoàng Biển Đức XVI thoái vị vào ngày 28 tháng 2 năm 2013 lúc 20:00 CET sau khi ông trực tiếp tuyên bố điều này vào sáng ngày 11 tháng 2 năm 2013. Quyết định từ chức lãnh đạo Giáo hội Công giáo của Biển Đức XVI khiến ông trở thành vị giáo hoàng đầu tiên từ bỏ chức vụ kể từ khi Grêgôriô XII từ vị vào năm 1415 để chấm dứt cuộc Ly giáo Tây phương và là người đầu tiên tự nguyện làm điều này kể từ triều đại Cêlestinô V vào năm 1294.
Động thái là một bất ngờ khi các giáo hoàng trong thời kỳ hiện đại đã giữ vị trí từ lúc bầu cử cho đến khi qua đời. Giáo hoàng tuyên bố rằng lý do cho quyết định này là sức khỏe giảm sút vì tuổi già. Mật nghị để chọn người kế nhiệm bắt đầu vào ngày 12 tháng 3 năm 2013 mà hồng y đắc cử là Jorge Mario Bergoglio, tổng giám mục Buenos Aires, Argentina, lấy tông hiệu Phanxicô.

## Công bố
Biển Đức tuyên bố từ chức do tuổi cao vào tháng 2 năm 2013. Vào ngày nghỉ hưu có hiệu lực, ông là người lớn tuổi thứ tư giữ chức vụ giáo hoàng với 85 năm và 318 ngày tuổi.
Ông công bố ý định từ chức bằng tiếng Latinh tại Điện Tông Tòa ở Sala del Concistoro vào một buổi sáng sớm ngày 11 tháng 2 năm 2013, tức Ngày Người bệnh Thế giới, một ngày lễ thánh của Vatican. Cuộc họp mặt là để công bố ngày phong thánh cho 800 vị tử đạo Công giáo, Antonio Primaldo và các bạn tử đạo, cũng như các nữ tu người Mỹ Latinh Laura Montoya Upegui và María Guadalupe García Zavala. Tại buổi lễ được gọi là "Công nghị phong thánh cho các vị tử đạo thành Otranto", ông nói với những người có mặt rằng mình đã đưa ra "một quyết định có tầm quan trọng lớn đối với sự sống của giáo hội". Trong một tuyên bố, Biển Đức đã nhắc đến sức khỏe ngày càng xấu đi của mình do tuổi già và những đòi hỏi về thể chất và tinh thần đối với giáo hoàng. Ông cũng tuyên bố sẽ tiếp tục phục vụ giáo hội "thông qua một cuộc sống thánh hiến cho việc cầu nguyện".
Hai ngày sau, Biển Đức cử hành thánh lễ công khai cuối cùng của mình, Thứ tư Lễ Tro kết thúc khi các giáo dân "reo mừng làm điếc tai trong vài phút" trong lúc giáo hoàng rời Nhà thờ Thánh Phêrô. Ngày 17 tháng 2 năm 2013, bằng tiếng Tây Ban Nha, Giáo hoàng Biển Đức yêu cầu đám đông cầu nguyện trước Quảng trường Thánh Phêrô cho bản thân và vị giáo hoàng mới.

## Tuần cuối cùng

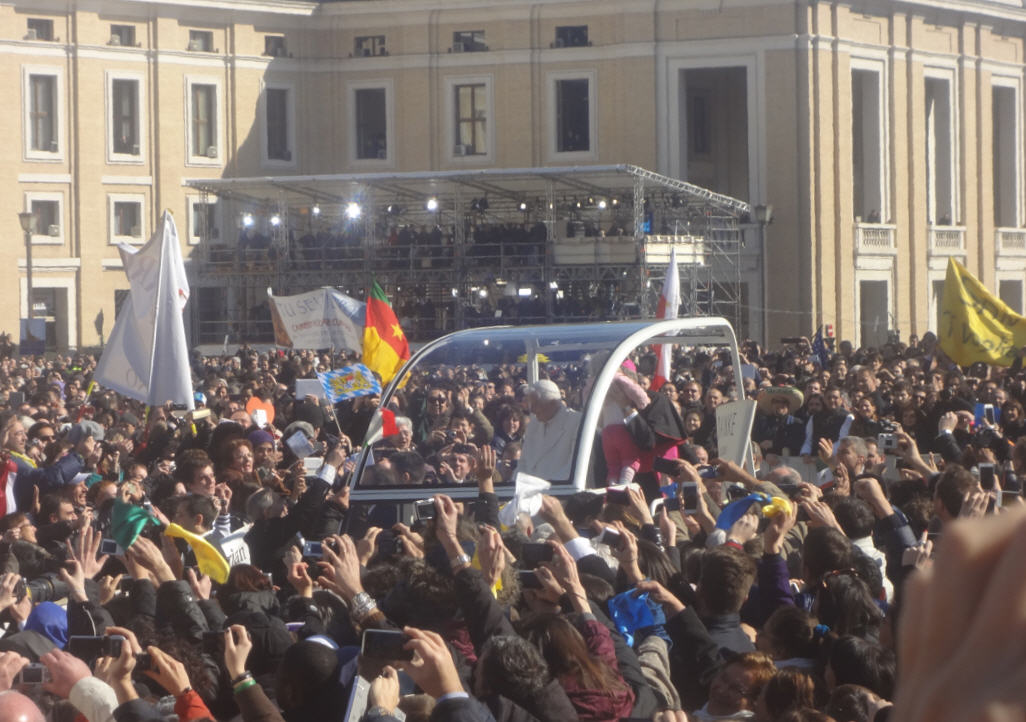
Biển Đức XVI trong chiếc xe giáo hoàng tại Quảng trường Thánh Phêrô thứ Tư ngày 27 tháng 2 năm 2013

Biển Đức XVI đọc Kinh Truyền Tin lần cuối vào Chủ nhật ngày 24 tháng 2. Ông nói với đám đông tụ tập (lúc đó đang cầm cờ) và cảm ơn giáo hoàng: "Cảm ơn vì tình cảm của các bạn. [Tôi sẽ sống một cuộc đời cầu nguyện và nhẫn nại] để có thể tiếp tục phục vụ giáo hội." Vị giáo hoàng xuất hiện công khai lần cuối trong cuộc gặp mặt thứ Tư thường xuyên vào ngày 27 tháng 2 năm 2013. Đến ngày 16 tháng 2, 35.000 người đã đăng ký tham dự cuộc gặp mặt. Tối ngày 27 tháng 2, có một buổi cầu nguyện dưới ánh nến để thể hiện sự ủng hộ với Giáo hoàng Biển Đức XVI tại Quảng trường Thánh Phêrô. Vào ngày cuối cùng với tư cách là giáo hoàng, Biển Đức tổ chức một buổi tiếp kiến với Hồng y đoàn, và lúc 16:15 giờ địa phương, ông lên một chiếc trực thăng và bay tới Castel Gandolfo. Ở đó, ông đã chờ cho qua những giờ phút cuối cùng làm giáo hoàng. Vào khoảng 17:30, lần cuối cùng ông xuất hiện trước công chúng từ ban công trên cương vị giáo hoàng.

## Sau nhiệm kỳ
Theo người phát ngôn của Vatican Federico Lombardi, Giáo hoàng Biển Đức XVI sẽ không có tước hiệu hồng y khi nghỉ hưu và sẽ không đủ điều kiện để nắm giữ bất kỳ chức vụ nào tại Giáo triều Rôma. Ngày 26 tháng 2 năm 2013, linh mục Lombardi tuyên bố rằng cách xưng hộ và tước hiệu của giáo hoàng sau khi từ chức là Đức Giáo hoàng Biển Đức XVI, Giáo hoàng La Mã Danh dự, hoặc Giáo hoàng Danh dự. Trong những năm sau đó, Biển Đức bày tỏ mong muốn được gọi đơn giản là "Cha Biển Đức" khi trò chuyện.
Ông tiếp tục mang chiếc áo choàng trắng đặc biệt của mình mà không có mozzetta và không có đôi giày màu đỏ của giáo hoàng, thay vào đó là một đôi giày màu nâu mà ông nhận được trong chuyến thăm cấp nhà nước Mexico. Hồng y Nhiếp chính Tarcisio Bertone đã phá hủy Nhẫn Ngư phủ và con dấu lãnh đạo của giáo hoàng Biển Đức.
Biển Đức đã cư trú trong Điện Giáo hoàng Castel Gandolfo ngay sau khi ông từ chức. Vệ binh Thụy Sĩ đóng vai trò là vệ sĩ cá nhân cho giáo hoàng, vì vậy việc phục vụ của họ tại Castel Gandolfo đã kết thúc với sự từ chức của Biển Đức. Các Hiến binh Vatican thường bảo vệ an ninh cho dinh mùa hè của giáo hoàng và trở thành những người duy nhất chịu trách nhiệm về an ninh cá nhân của vị cựu giáo hoàng. Ngày 2 tháng 5 năm 2013, Biển Đức chuyển chỗ cố định đến Mater Ecclesiae của Thành Vatican, một tu viện trước đây được các nữ tu sử dụng để ở lại tới vài năm một lần. Theo các quan chức Vatican ẩn danh, sự có mặt thường xuyên của Biển Đức tại Thành Vatican sẽ hỗ trợ cho việc giám sát an ninh, ngăn chặn nơi nghỉ hưu của ông trở thành nơi hành hương và cung cấp cho ông sự bảo vệ pháp lý khỏi các vụ kiện có thể xảy ra.

## Phản ứng

### Nhà nước
- Brasil – Tổng thống Dilma Rousseff cho biết bà tôn trọng quyết định của Giáo hoàng Biển Đức XVI và nhấn mạnh việc hoàn thành Đại hội Giới trẻ Thế giới vào tháng 7 tại Rio de Janeiro cũng như chuyến thăm ông tới Brasil năm 2007.[33]
- Canada – Thủ tướng Stephen Harper đưa ra một tuyên bố rằng Biển Đức "sẽ luôn có một vị trí đặc biệt trong trái tim của người Canada. Laureen và tôi tham gia cùng tất cả người dân Canada để chúc Giáo hoàng Biển Đức sống tốt trong tương lai."[34]
- Đức – Thủ tướng Angela Merkel ca ngợi ông là "một trong những nhà tư tưởng tôn giáo quan trọng nhất của thời chúng ta", đề cập đến những nỗ lực của ông trong cuộc đối thoại liên văn hóa và nói về ảnh hưởng của ông đối với bà: "Những lời của giáo hoàng sẽ đi cùng tôi trong một thời gian dài sắp tới."[35] Thư ký báo chí của chính phủ, Steffen Seibert, nói rằng ông đã "mủi lòng và xúc động", trong khi "chính phủ Đức có sự tôn trọng cao nhất dành cho Đức Thánh Cha vì những gì ngài đã làm, vì những đóng góp của ngài cho Giáo hội Công giáo trong suốt cuộc đời....Ngài đã để lại một dấu ấn rất riêng với tư cách là một nhà tư tưởng đứng đầu Giáo hội và cũng là một mục tử."[36]
- Hoa Kỳ – Tổng thống Barack Obama ca ngợi Biển Đức XVI: "Thay mặt người Mỹ ở khắp mọi nơi, Michelle và tôi muốn gửi lời cảm ơn và cầu nguyện tới Giáo hoàng Biển Đức XVI. Michelle và tôi nhớ rất nhiều về cuộc gặp gỡ với Đức Thánh Cha năm 2009 và tôi đánh giá cao công việc của chúng tôi cùng nhau trong bốn năm qua." Ông nói thêm rằng ông ước "điều tốt nhất cho những người đang sớm tập hợp lại để chọn người kế vị Giáo hoàng Biển Đức XVI".[37]
- Ireland – Tổng thống Michael D. Higgins cũng gửi lời chúc tốt đẹp nhất tới vị Giáo hoàng từ chức. Taoiseach Enda Kenny ca ngợi "sự lãnh đạo mạnh mẽ" của Giáo hoàng Biển Đức XVI và "sự phục vụ tuyệt vời cho Giáo hội" ở Ireland và trên toàn thế giới.[38]
- Pháp – Tổng thống François Hollande nói rằng Biển Đức XVI xứng đáng được "tôn trọng" nhưng không bình luận về vấn đề này vì nó thuộc về nội bộ Giáo hội Công giáo Rôma.[39]
- Philippines – Tổng thống Benigno Aquino III đã "tràn đầy sự hối tiếc khi có tin Giáo hoàng Biển Đức XVI tuyên bố ông dự định từ bỏ vai trò của Thánh Phêrô vào ngày 28 tháng 2 năm nay". Ông cũng nhớ lại "lòng biết ơn sâu sắc, nhiều lời cầu nguyện và những lời an ủi Giáo hoàng Biển Đức XVI đã dành cho người Philippines trong thời kỳ thiên tai và thử thách, những lời khích lệ và làm chứng của ông trong nhiều sự kiện Công giáo đã hiệp thông các tín hữu với nhau, như gần đây là việc phong thánh cho Pedro Calungsod".[40]
- Úc – Thủ tướng Julia Gillard đưa ra một tuyên bố rằng: "Chỉ sau một đêm, người Công giáo Úc và nhiều người bạn của họ đã nhận được tin đáng chú ý là Giáo hoàng Biển Đức XVI sẽ từ chức trong những tuần tới....Thông báo của Giáo hoàng đánh dấu một thời khắc lịch sử thực sự mà nhiều người Công giáo Úc sẽ chào đón với cảm xúc tuyệt vời....Trong cuộc bầu cử của mình, Joseph Ratzinger nói rằng ngài mong muốn trở thành 'một người làm khiêm nhường giản dị trong vườn nho của Chúa' và trong lễ từ chức của mình, sự khiêm nhường đã được thể hiện.[41]
- Vương quốc Liên hiệp Anh và Bắc Ireland – Thủ tướng David Cameron ca ngợi Biển Đức XVI: "Tôi gửi lời chúc tốt đẹp nhất tới Giáo hoàng Biển Đức sau tuyên bố của ngài hôm nay. Ngài đã làm việc không mệt mỏi để củng cố mối quan hệ của Anh với Tòa Thánh. Chuyến thăm của ngài tới Anh năm 2010 được ghi nhớ với đầy sự tôn trọng và tình cảm." Ông nói thêm rằng: "Ngài sẽ được nhớ đến như một nhà lãnh đạo tâm linh cho hàng triệu người."[42]
  - Scotland – Thủ hiến thứ nhất Alex Salmond nói rằng thế giới "nên tôn trọng quyết định truyền lại chức vụ của mình trong một cử chỉ vị tha của Giáo hoàng, vì lý do sức khỏe, vì lợi ích tốt nhất của Giáo hội" và nhớ lại "như nhiều người Scotland, tôi rất nhớ thành công vang dội từ chuyến viếng thăm của Giáo hoàng Biển Đức đến Scotland năm 2010 và Thánh lễ giáo hoàng được cử hành tại Công viên Bellahouston. Tôi chúc ngài nghỉ hưu bình an."[43]
- Ý – Thủ tướng Mario Monti cho biết ông "rất rung động trước tin bất ngờ này".[44][45][46][47][48] Ông bày tỏ sự tôn trọng đối với quyết định của giáo hoàng và nói thêm: "Tôi sẽ trân trọng ký ức cảm động về cuộc đối thoại riêng tư và gần gũi, trong đó Đức Thánh Cha đã đồng ý đồng hành cùng lời cam kết của tôi với chính phủ. Hôm nay, tôi gần gũi với ngài và tôi khiêm tốn tin tưởng rằng mối quan hệ này, đã làm cho tôi phong phú ở mức độ trí tuệ và đạo đức, sẽ tiếp tục kể từ đây."[47]

### Tôn giáo

#### Công giáo
Trong một cuộc phỏng vấn với tờ nhật báo Đức The Bild, Hồng y Walter Brandmüller tiết lộ rằng ban đầu ông nghĩ rằng tin từ chức chỉ là một "trò đùa trước Mùa Chay".
Tổng giám mục Trưởng Giáo tỉnh Lagos Alfred Adewale Martins nói về sự việc:
Chúng tôi không có sự kiện kiểu này xảy ra hàng ngày. Nhưng đồng thời, chúng ta biết rằng Bộ Giáo luật ban hành năm 1983 quy định việc từ chức của Giáo hoàng, nếu ngài mất năng lực hoặc, như với Biển Đức XVI, nếu ngài tin rằng mình không còn có thể thực hiện một cách hiệu quả chức năng chính thức là người đứng đầu Giáo hội Công giáo Rôma do suy giảm khả năng thể chất của mình. Đây không phải là lần đầu tiên Giáo hoàng từ chức. Trên thực tế, chúng tôi đã có không dưới ba người từ chức, bao gồm Giáo hoàng Cêlestinô V vào năm 1294 và Giáo hoàng Grêgôriô XII năm 1415. Giáo hoàng Benedict XVI không bị buộc phải đưa ra quyết định đó. Giống như ngài nói theo cách riêng của mình, ngài đã hành động với "tự do hoàn toàn", ý thức được ý nghĩa tâm linh sâu sắc của hành động này [của mình]....Bằng quyết định của mình, Đức Thánh Cha đã hành động một cách dũng cảm và như vậy chúng ta phải khen ngợi và tôn trọng quyết định của ngài.
Hồng y Timothy Dolan, tổng giám mục New York, nói rằng Biển Đức "đã mang một trái tim biết lắng nghe đến các nạn nhân của lạm dụng tình dục".
Khi nghĩ về bài diễn viên Regensburg của Giáo hoàng Biển Đức XVI, George W. Rutler, linh mục Nhà thờ Thánh Micae ở Thành phố New York, đề cập đến các đoạn trong Máccô 6:4 và Giêrêmia: "Nếu một tiên tri không thiếu sự tôn trọng, ngoại trừ ở quê hương mình, thì một tiên tri vĩ đại không thiếu sự tôn trọng, ngoại trừ ở trên toàn thế giới....Có một điều chúng ta có thể chắc chắn: như tiên tri dũng cảm Giêrêmia, tiên tri hiền lành Biển Đức sẽ không bao giờ nói trong thế giới này hoặc từ thế giới đời sau 'Ta đã bảo con.' Thực tế đã nói lên điều đó bằng sự kiện nhiều hơn ngôn từ."

#### Do Thái giáo
Người phát ngôn của Yona Metzger, Rabbi Trưởng người Ashkenazi của Israel, nói rằng: "Triều đại của ông là thời gian có mối quan hệ tốt nhất từ trước đến nay giữa giáo hội và rabbi trưởng và chúng tôi hy vọng rằng xu hướng này sẽ tiếp tục. Tôi nghĩ ông xứng đáng nhận được công nhận nhiều cho việc thúc đẩy quan hệ liên tôn giáo giữa Do Thái giáo, Kitô giáo và Hồi giáo." Người phát ngôn cũng nói rằng Metzger chúc Biển Đức XVI "có sức khỏe tốt và sống thọ".

#### Tây Tạng
Tenzin Gyatso, Đạt-lai Lạt-ma thứ 14 và người đứng đầu tâm linh của Cách-lỗ phái thuộc Phật giáo Tây Tạng, bày tỏ về việc ông từ chức trong khi nhấn mạnh "quyết định của ông phải thực tế vì lợi ích lớn hơn là quan tâm đến mọi người."

### Khác
Nhà phỉnh phút Ross Douthat của tờ The New York Times bày tỏ quan điểm của mình rằng "không có gì trong nhiệm kỳ giáo hoàng của ngài trở thành chính ngài bằng sự ra đi của nó: việc từ chức đáng kinh ngạc của ngài vào năm 2013 là loại cử chỉ cách mạng mà giáo hội rất cần", trong khi Roberto de Mattei kết luận: "[...] việc Biển Đức XVI thoái vị, mà đối với Socci là sự lựa chọn của một nhiệm vụ, đối với tôi là biểu tượng của sự đầu hàng của Giáo hội đối với thế giới."